# Credo des Gottesvolkes
Als Credo des Gottesvolkes wird im Deutschen das feierliche Glaubensbekenntnis (lat. sollemnis professio fidei) bezeichnet, das Papst Paul VI. am 30. Juni 1968, inmitten der Mess-Liturgie auf dem Petersplatz in Rom, zum Abschluss des Glaubensjahres 1967/68 verkündete. Energisch bemüht, die „nachkonziliare Krise“ zu überwinden, ohne dabei das Reformanliegen des Zweiten Vatikanischen Konzils zu gefährden, sah sich der Papst dazu veranlasst, die traditionellen Inhalte des katholischen Bekenntnisses erneut zu bestätigen (vgl. Antimodernisteneid, Professio fidei).
Das Credo wurde von vielen Theologen und Laien als Orientierungspunkt dankbar aufgegriffen, in der ökumenisch ausgerichteten, eher liberalen Theologie deutscher Tradition jedoch mit beinahe demonstrativer Nichtbeachtung „gestraft“. Es wurde in den Akten des Apostolischen Stuhls als päpstliches Motu proprio veröffentlicht, also als ein Dokument von vergleichsweise geringem lehramtlichem Rang.
Der französische Journalist Jean d’Hospital würdigte das Credo 1969 so:

„Fazit: das unveräußerliche Erbgut der katholischen Gemeinschaft ist eine vortreffliche Sache. Wie ist dieses Credo, ein Glaubensbekenntnis im wahrsten Sinne des Wortes, aufgenommen worden? In Holland sichtlich mit Zurückhaltung; in den Vereinigten Staaten, Deutschland und Frankreich, wo andere Nationalkatechismen entstehen, mit achtungsvoller Aufmerksamkeit; in Italien, Spanien und Südamerika mit Freudenausbrüchen. Die Kardinäle sehen es einstimmig als heilbringend an. Nach Ansicht der namhaftesten katholischen Schriftsteller ist es ein Zuspruch für alle Söhne der Kirche. ‚Es wird zahlreiche verwirrte Seelen wieder aufrichten‘, schreibt Jacques Maritain.“

Gegenüber der italienischen Zeitschrift 30giorni (vom April 2008) berichtete Kardinal Georges Cottier, ein Schüler des Kardinals Charles Journet aus Genf, über die Entstehungsgeschichte des Credo. Es wurde auf Initiative von Jacques Maritain durch Charles Journet dem Papst vorgeschlagen, der das Konzept aus der Feder Maritains (Januar 1968) zwar neu ordnete, korrigierte und ergänzte, insgesamt aber befand, Maritain habe den sensus fidei, den Glaubenssinn der Getauften, gut zusammengefasst.

## Ausgaben
- Paul VI.: Tutti i principali documenti. Latino-italiano. Herausgegeben von Nicolò Suffi (= Collectio Vaticana, Bd. 5). Editrice Vaticana, Vatikan-Stadt 2002, ISBN 88-209-7201-8, Nr. 54, S. 912 ff. (professio fidei).
- Paul VI.: Das Credo des Gottesvolkes: anläßlich der 1900-Jahr-Feier des Martyriums der heiligen Apostel Petrus und Paulus in Rom hat Paul VI. ein Jahr des Glaubens ausgerufen; zum Abschluss dieses Jahres verkündete er am 30. Juni 1968 ein Glaubensbekenntnis ..., Rom 2008.
- Paul VI.: Das Credo des Gottesvolkes. Hrsg. und mit einer Einführung versehen von Peter Christoph Düren, Augsburg 2018. ISBN 978-3-940879-58-5.

## Belege
1. ↑  vgl. Holländischer Katechismus
2. ↑  AAS 60 (1968), S. 433–445
3. ↑  d’Hospital: Drei Päpste; dt. 1971; S. 218